# HK Ertis Pawlodar
Der HK Ertis Pawlodar (kasach. ХК Ертіс Павлодар/HK Ertis Pawlodar; russisch ХК Иртыш Павлодар/HK Irtysch Pawlodar) ist eine Eishockeymannschaft aus dem kasachischen Pawlodar. Der Abteilung wurde 2001 gegründet und nimmt an der Kasachischen Meisterschaft teil.

## Geschichte
Der Verein SK Ertis Pawlodar (kasach. Ертіс Спорт Клубы/Ertis Sport Kluby; russ. Иртыш спортивный клуб/Irtysch sportiwny klub) unterhält seit 2001 zusätzlich eine Eishockeyabteilung, die an der Kasachischen Meisterschaft teilnimmt. Zudem spielte die Mannschaft von 2005 bis 2008 in der drittklassigen russischen Perwaja Liga.
Die Trikotfarben sind schwarz und weiß. In der Saison 2011/12 konnte das Finale gegen HK Beibarys Atyrau erreicht werden. Die Serie ging aber 2:4 verloren. In der folgenden Saison kam es zu einer Neuauflage des Finals mit anderem Ausgang: Ertis Pawlodar gewann die Serie 4:1 und wurde erstmals Meister.
In der folgenden Saison konnte der Klub diesen Erfolg wiederholen und zudem auch den Kasachischen Pokalwettbewerb erringen. 2015 gelang Ertis dann der dritte Meistertitel in Folge. Diese Dominanz konnte in den Folgejahren nicht mehr erreicht werden.

## Trainer
- Oleg Boljakin 2007–2008
- Jerlan Saghymbajew 2009–2011
- Július Pénzeš seit 2011

## Galerie

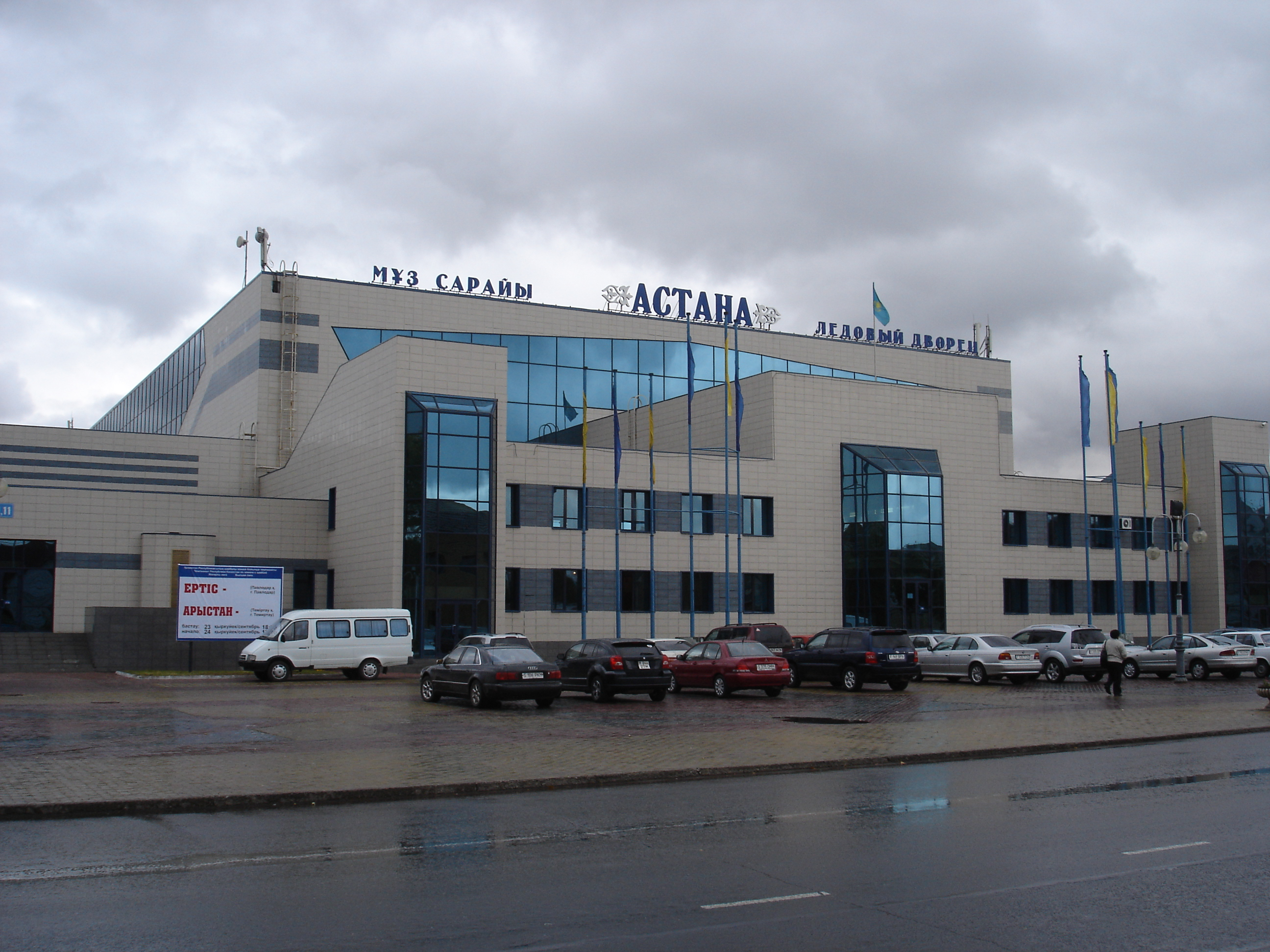
Eispalast Astana
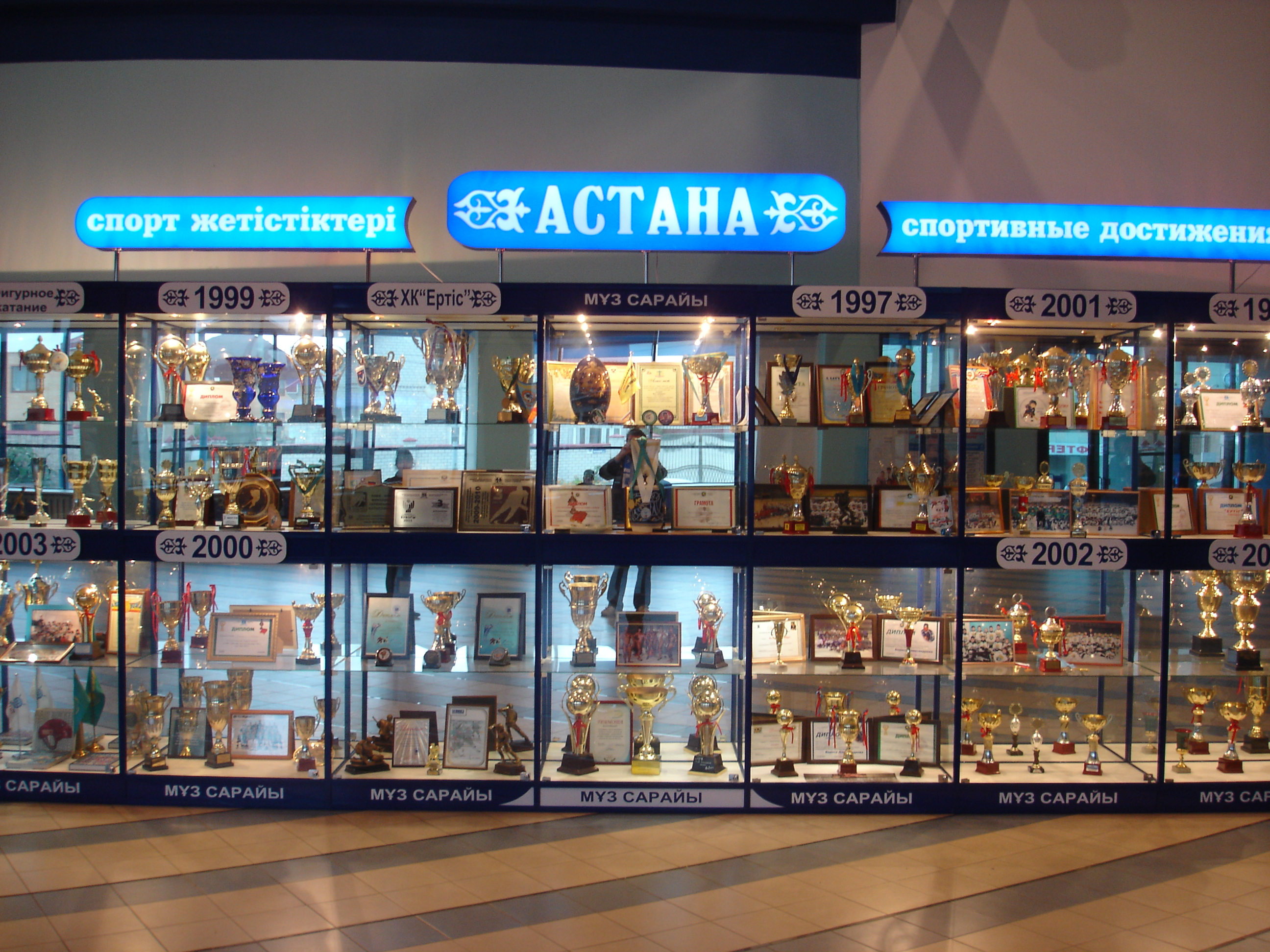
Trophäensammlung des Klubs
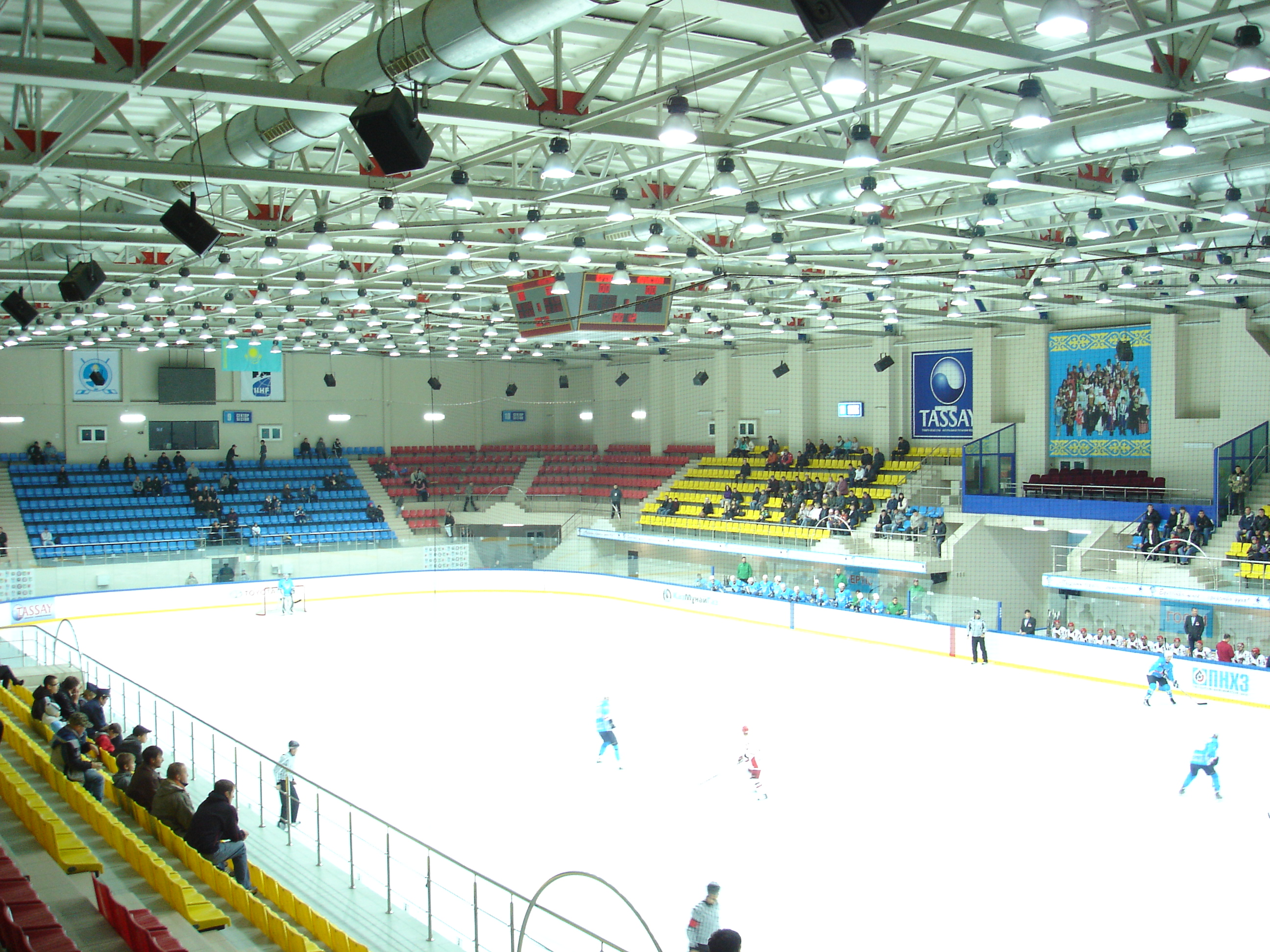
Innenraum des Eispalasts
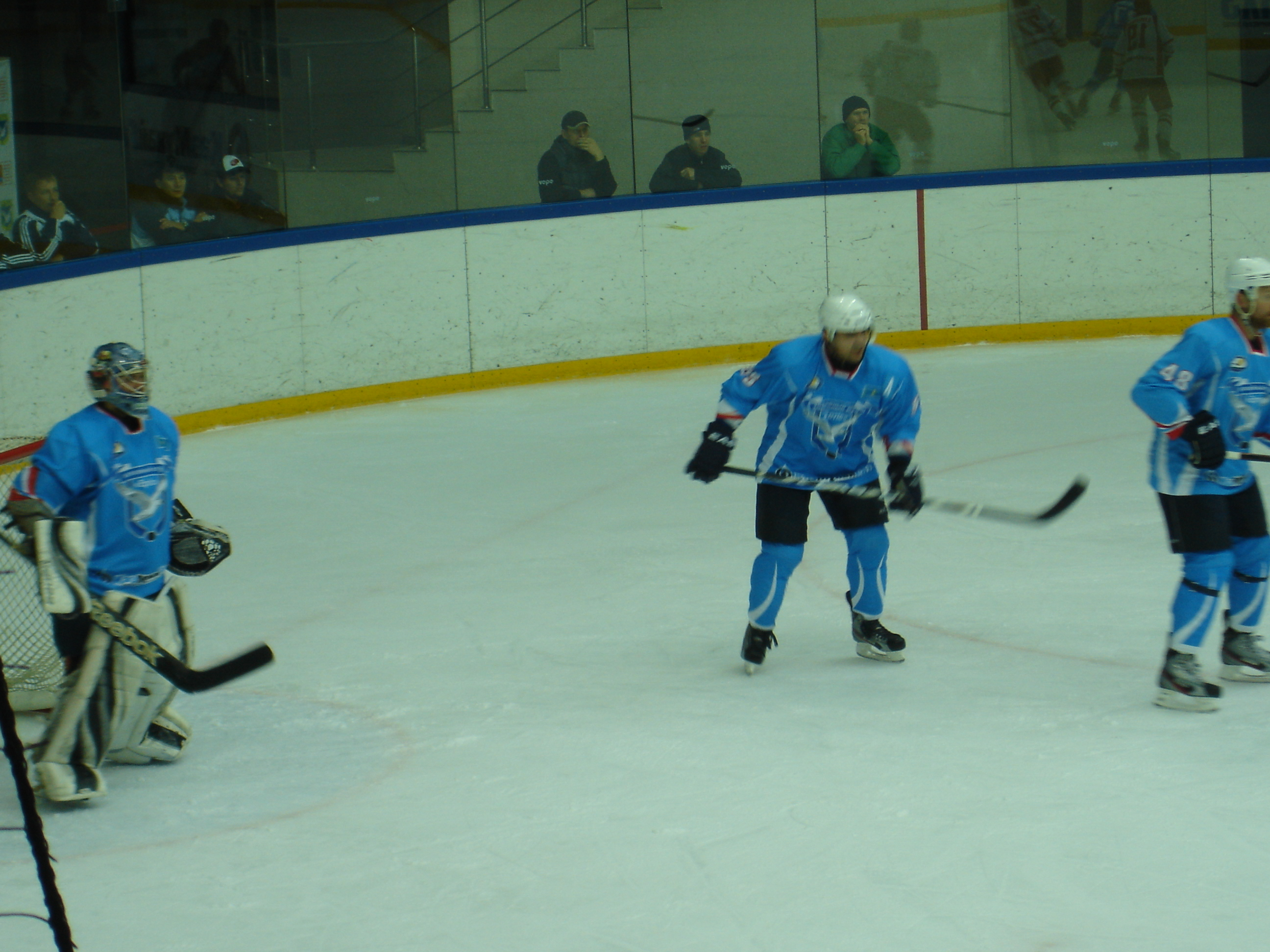
Spieler von Ertis Pawlodar